# John Lightfoot (biólogo)
Rev. John Lightfoot (1735 - 1788 ) fue un clérigo, zoólogo, botánico, micólogo, briólogo, algólogo, conquiliólogo inglés.

## Biografía
Era aborigen de Newent, Gloucestershire, y se educó en el "Pembroke College", de Oxford; obteniendo un BA en 1756 y un MA en 1766.
Lightfoot fue Rector de Gotham, capellán y bibliotecario de Margaret Cavendish Bentinck, duquesa de Portland (1715-1785. También fue curador en Colnbrook, Bucks; y en Uxbridge, Middlesex.
Murió en Uxbridge y fue enterrado en Cowley, Middlesex.

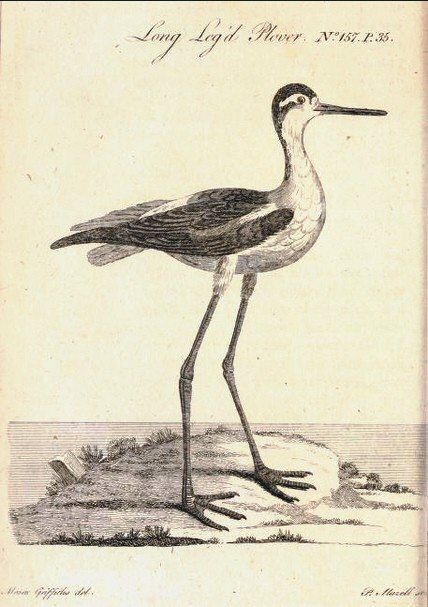
Una lámina de Flora Scotica, dibujó Moses Griffiths; grabó Peter Mazell.

## Algunas publicaciones
- Watercolour Drawings and Engravings for Lightfoots Flora Scotia. Con Moses Griffiths, 6 p. 1775

- Flora Scotica Or a Systematic Arrangement, in the Linnaean Method, of the Native Plants of Scotland and the Hebrides. 2 v. xlii + 530 p. 1777

- An Account of Some Minute British Shells, Either not Duly Observed, or Totally Unnoticed by Authors. 1786

## Honores

### Eponimia
- (Campanulaceae) Lightfootia L'Hér.[2]

- (Flacourtiaceae) Lightfootia Sw.[3]

- (Rubiaceae) Lightfootia Schreb.[4]
- La abreviatura «Lightf.» se emplea para indicar a John Lightfoot como autoridad en la descripción y clasificación científica de los vegetales.[5]